# Maître Gims
Maître Gims, właściwie Gandhi Djuna (ur. 6 maja 1986 w Kinszasie) – kongijski raper i wokalista. Dorastał i wychowywał się we Francji. Karierę muzyczną rozpoczął w 2002 roku w ramach grupy Sexion d’Assaut, w której pozostawał do zakończenia jej działalności w 2013 roku. Następnie rozpoczął karierę solową. Jego debiutancki album to Subliminal, a jednym z najważniejszych utworów z niego pochodzących jest J’me tire, który przyniósł Gimsowi dużą popularność w krajach francuskojęzycznych.

## Młodość
W 1988 roku wraz z bratem emigrował do Francji. Dorastał w Paryżu. Studiował komunikację i grafikę. Pracował także jako kurier nocny.

## Kariera
W latach 2002–2013 był członkiem francuskojęzycznej grupy hip-hopowej Sexion d’Assaut, w której zyskał dużą rozpoznawalność. Po rozwiązaniu zespołu wydany został jego debiutancki album Subliminal (2013), który osiągnął status diamentowej płyty we Francji (album sprzedał się w ponad milionie egzemplarzy). W 2015 roku został wydany album Mon cœur avait raison.

## Życie prywatne
Maître Gims ożenił się bardzo młodo, ma czwórkę dzieci. W 2004 roku konwertował z chrześcijaństwa na islam, a w 2017 roku odbył pielgrzymkę do Mekki.

## Dyskografia

### Albumy studyjne
| Rok                            | Dane dot. albumu                                                                                 | Najwyższe pozycje na listach | Najwyższe pozycje na listach | Najwyższe pozycje na listach | Najwyższe pozycje na listach | Najwyższe pozycje na listach | Certyfikat                                 |
| Rok                            | Dane dot. albumu                                                                                 | FRA                          | BEL (WAL)                    | BEL (FLA)                    | SWI                          | NLD                          | Certyfikat                                 |
| ------------------------------ | ------------------------------------------------------------------------------------------------ | ---------------------------- | ---------------------------- | ---------------------------- | ---------------------------- | ---------------------------- | ------------------------------------------ |
| 2013                           | Subliminal - Wydany: 20 maja 2013 - Wytwórnia: Sony Music, Wati B - Format: CD, digital download | 2                            | 1                            | 47                           | 11                           | 72                           | - BEL: złota płyta - FRA: diamentowa płyta |
| 2015                           | Mon cœur avait raison - Wydany: 28 sierpnia 2015 - Wytwórnia: Wati B, Jive Records               | 1                            | 1                            | 24                           | 3                            | 40                           |                                            |
| „–” pozycja nie była notowana. |                                                                                                  |                              |                              |                              |                              |                              |                                            |

### Single
| Rok                            | Tytuł                                    | Najwyższe pozycje na listach | Najwyższe pozycje na listach | Najwyższe pozycje na listach | Najwyższe pozycje na listach | Najwyższe pozycje na listach | Certyfikat         | Album                  |
| Rok                            | Tytuł                                    | FRA                          | BEL (WAL)                    | BEL (FLA)                    | SWI                          | NLD                          | Certyfikat         | Album                  |
| ------------------------------ | ---------------------------------------- | ---------------------------- | ---------------------------- | ---------------------------- | ---------------------------- | ---------------------------- | ------------------ | ---------------------- |
| 2006                           | „Pour ceux qui dorment les yeux ouverts” | –                            | –                            | –                            | –                            | –                            |                    | –                      |
| 2013                           | „Meurtre par strangulation”              | 59                           | –                            | –                            | –                            | –                            | Subliminal         |                        |
| 2013                           | „J’me tire”                              | 1                            | 1                            | 4                            | 17                           | 5                            | Subliminal         | - BEL: platynowa płyta |
| 2013                           | „Bella”                                  | 3                            | 3                            | –                            | 25                           | –                            | Subliminal         | - BEL: złota płyta     |
| 2013                           | „One Shot” (gośc. Dry)                   | 16                           | 25                           | –                            | –                            | –                            | Subliminal         |                        |
| 2013                           | „Ça marche” (gośc. The Shin Sekaï)       | 29                           | 46                           | –                            | –                            | –                            | Subliminal         |                        |
| 2013                           | „Changer”                                | 9                            | 15                           | –                            | –                            | –                            | Subliminal         |                        |
| 2013                           | „Zombie”                                 | 3                            | 11                           | –                            | 62                           | –                            | Subliminal         |                        |
| 2015                           | „Est-ce que tu m’aimes?”                 |                              |                              |                              |                              |                              | - POL: złota płyta | Mon cœur avait raison  |
| 2019                           | „Hola Señorita” (gośc. Maluma)           |                              |                              |                              |                              |                              | - POL: złota płyta | Ceinture noire         |
| „–” pozycja nie była notowana. |                                          |                              |                              |                              |                              |                              |                    |                        |